# ホクトボーイ
ホクトボーイ（欧字名:Hokuto Boy、1973年4月22日 - 1987年10月5日）は、日本の競走馬、種牡馬。
テンポイント、トウショウボーイ、グリーングラスのTTGと同年生まれで、5歳時にはトウショウボーイ・グリーングラスらを破り天皇賞（秋）を制した。トウショウボーイと同じ短中距離に強いテスコボーイ産駒であるが、トウショウボーイよりも長距離適性が優れており、3000メートル級の天皇賞・阪神大賞典に優勝している。
馬名は冠名+父名。

## 戦績

### 3～4歳
ホクトボーイは1975年10月5日、京都でデビュー。デビュー戦は3着だったが、次走で初勝利を挙げた。だが、その後は勝利に見放され、2勝目は翌年5月のことで既に皐月賞は終わっていた。3勝目はダービー直前に挙げたものの、結局春のクラシック競走には出走できなかった。
秋に900万下条件戦で阪神2000mのムーンライトハンデキャップで、1分59秒9のレコード勝ち（翌日の神戸新聞杯でトウショウボーイが1秒早い1分58秒9に更新された）を収めて何とかオープン入りし、牡馬クラシックの最終戦・菊花賞には間に合ったものの、全くいいところなく17着と大敗した。それでも次走のセントウルステークス（当時は1300万下の条件戦）と暮れの阪神大賞典を連勝し、4歳のシーズン終了直前に重賞勝ち馬となった。

### 5歳
5歳になったホクトボーイは日本経済新春杯2着、サンケイ大阪杯2着、マイラーズカップ9着と勝てないレースが続いた。天皇賞（春）ではマイラーズカップの惨敗によって10番人気と人気がなかったが、テンポイント、クラウンピラードに次ぐ3着になり、グリーングラスに先着した。続く第18回宝塚記念はTTG、前年の天皇賞（秋）優勝馬アイフルに次ぐ5着に終わった。
秋になると、ホクトボーイは初戦の朝日チャレンジカップに快勝し、重賞2勝目を挙げた。京都大賞典はテンポイントの6着に終わったものの、続く京都記念（秋）ではシルバーランドに競り勝って1番人気に応えた。前哨戦を快勝したホクトボーイは11月27日の天皇賞（秋）に出走した。これがホクトボーイにとって初めての関東遠征であった。
天皇賞（秋）では、1番人気のトウショウボーイと2番人気のグリーングラスが2周目の向正面から競り合う展開となり、これを目標に各馬が動く中、久保敏文騎乗のホクトボーイは後方に控えた。直線に入ると、ホクトボーイは競り合いで消耗して伸びを欠いたトウショウボーイとグリーングラスを豪快に抜き去り、春に続き2着となったクラウンピラードに2馬身1/2の差を付けて優勝、GI級レースに初めて勝利した。なお、このレースでトウショウボーイは7着、グリーングラスは5着に終わっている。
この年ホクトボーイは、古馬のフリーハンデでテンポイント・トウショウボーイには及ばなかったが、グリーングラスと共に62キロで3位の評価を得た。これは年度によっては首位になるような値だった。

### 6歳
6歳になったホクトボーイは、『天皇賞の優勝馬は、再度天皇賞に出走する事はできない』という当時のルールにより天皇賞には出走できず、宝塚記念と有馬記念の両グランプリ制覇が目標となった。
しかし、京都記念（春）3着、サンケイ大阪杯6着、鳴尾記念2着、オープン1着を経て出走した第19回宝塚記念ではエリモジョージの大逃げに屈し3着に終わった。オープン競走を2連勝して挑んだ有馬記念も武邦彦騎乗でプレストウコウに次ぐ2番人気に支持されたが、カネミノブの14着と惨敗した。
この年のフリーハンデは58キロで10位タイに終わっている。

### 7歳
7歳を迎えたホクトボーイは、日本経済新春杯3着、京都記念（春）8着、サンケイ大阪杯4着、マイラーズカップ6着と勝てないレースが続いていたが、スワンステークスで1年半ぶりに重賞を制した。久々の重賞制覇の余勢を買って、ホクトボーイは第20回宝塚記念では3番人気に支持されたが、サクラショウリの8着に終わった。
秋を迎え、オープン4着を経て有馬記念に出走したが、グリーングラスの5着に終わり、このレースを最後に引退した。この年の評価もフリーハンデ58キロ（9位タイ）であった。
展開への注文や負担重量に弱いなどの欠点があったが、カシュウチカラやクラウンピラードらを破っており、1973年世代ではTTGに次ぐ存在となった。

## 引退後
引退後、種牡馬となったホクトボーイは、血統面の優秀さも手伝って種付け件数は当時の国産馬としては良好だった。産駒の戦績はトウショウボーイに劣るものの、中央で重賞を制した馬も輩出する等、こちらも同時代の国産種牡馬に比べたら良好の部類であった。
こうして、種牡馬としてまだまだ種牡馬現役と思われたが、15歳の夏に突然の体調不良に陥ると、回復する事無く12年前に競走馬デビューした日と同じ10月5日に死亡した。

## 競走成績
| 年月日 | 年月日 | 年月日 | 競馬場 | 競走名            | 頭 数 | 馬 番 | 人気 | 着順 | 距離          | タイム  | 騎手     | 着差      | 勝ち馬 / （2着馬）   |
| ------ | ------ | ------ | ------ | ----------------- | ----- | ----- | ---- | ---- | ------------- | ------- | -------- | --------- | -------------------- |
| 1975   | 10.    | 5      | 京都   | 3歳新馬           | 13    | 10    | 1人  | 03着 | 芝1200m（不） | 1.15.6  | 久保敏文 | -1.2秒    | タカミオー           |
|        | 11.    | 2      | 京都   | 3歳未出走・未勝利 | 14    | 8     | 1人  | 01着 | ダ1400m（稍） | 1.29.1  | 久保敏文 | 5馬身     | （バンブーパレード） |
|        | 11.    | 22     | 京都   | 白菊賞            | 14    | 3     | 1人  | 13着 | 芝1400m（稍） | 1.29.6  | 久保敏文 | -2.6秒    | ヤマニンイブヒロ     |
| 1976   | 3.     | 28     | 阪神   | 4歳300万下        | 8     | 1     | 2人  | 02着 | ダ1800m（良） | 1.54.9  | 久保敏文 | -0.4秒    | ユウホープ           |
|        | 5.     | 3      | 京都   | アイリス賞        | 8     | 7     | 1人  | 01着 | 芝1600m（良） | 1.38.5  | 久保敏文 | 3 1/2馬身 | （ガーデンシチー）   |
|        | 5.     | 23     | 京都   | 白藤賞            | 6     | 2     | 1人  | 01着 | 芝1900m（不） | 1.59.4  | 久保敏文 | 7馬身     | （キングラナーク）   |
|        | 6.     | 12     | 京都   | 4歳S              | 8     | 3     | 1人  | 05着 | 芝2000m（重） | 2.06.6  | 久保敏文 | -2.1秒    | バンブーホマレ       |
|        | 6.     | 27     | 中京   | 4歳オープン       | 11    | 11    | 2人  | 06着 | 芝1800m（良） | 1.51.4  | 久保敏文 | -1.2秒    | ミヤジマレンゴ       |
|        | 9.     | 11     | 阪神   | サファイヤS       | 11    | 7     | 3人  | 02着 | 芝2000m（重） | 2.02.5  | 久保敏文 | -0.5秒    | フジノタイカイ       |
|        | 10.    | 2      | 阪神   | ムーンライトH     | 13    | 2     | 1人  | 01着 | 芝2000m（良） | R1.59.9 | 久保敏文 | 3 1/2馬身 | （ビートンオール）   |
|        | 10.    | 30     | 阪神   | 4歳以上オープン   | 10    | 1     | 1人  | 03着 | 芝1600m（稍） | 1.36.5  | 久保敏文 | -0.1秒    | ロイヤルスプリンタ   |
|        | 11.    | 14     | 京都   | 菊花賞            | 21    | 3     | 8人  | 17着 | 芝3000m（重） | 3.12.6  | 久保敏文 | -2.7秒    | グリーングラス       |
|        | 12.    | 5      | 阪神   | セントウルS       | 7     | 3     | 1人  | 01着 | 芝1600m（良） | 1.36.1  | 久保敏文 | アタマ    | （エビスフォーラン） |
|        | 12.    | 26     | 阪神   | 阪神大賞典        | 11    | 11    | 3人  | 01着 | 芝3000m（重） | 3.14.2  | 久保敏文 | 1/2馬身   | （ロングホーク）     |
| 1977   | 1.     | 23     | 京都   | 日本経済新春杯    | 12    | 9     | 1人  | 02着 | 芝2400m（良） | 2.27.8  | 久保敏文 | -0.1秒    | ホースメンホープ     |
|        | 3.     | 13     | 阪神   | サンケイ大阪杯    | 9     | 5     | 1人  | 02着 | 芝2000m（良） | 2.01.8  | 久保敏文 | -0.4秒    | ゴールドイーグル     |
|        | 4.     | 9      | 阪神   | マイラーズC       | 12    | 7     | 2人  | 09着 | 芝1600m（不） | 1.38.4  | 久保敏文 | -2.0秒    | ゴールドイーグル     |
|        | 4.     | 29     | 京都   | 天皇賞（春）      | 14    | 13    | 10人 | 03着 | 芝3200m（稍） | 3.22.0  | 久保敏文 | -0.3秒    | テンポイント         |
|        | 6.     | 5      | 阪神   | 宝塚記念          | 6     | 1     | 6人  | 05着 | 芝2200m（良） | 2.15.1  | 久保敏文 | -2.1秒    | トウショウボーイ     |
|        | 9.     | 25     | 阪神   | 朝日チャレンジC   | 10    | 4     | 1人  | 01着 | 芝2000m（良） | 2.00.9  | 久保敏文 | 1 1/2馬身 | （フローカンボーイ） |
|        | 10.    | 16     | 京都   | 京都大賞典        | 9     | 4     | 2人  | 06着 | 芝2400m（良） | 2.29.7  | 久保敏文 | -1.8秒    | テンポイント         |
|        | 11.    | 6      | 京都   | 京都記念（秋）    | 8     | 1     | 1人  | 01着 | 芝2400m（重） | 2.28.1  | 久保敏文 | 1 3/4馬身 | （シルバーランド）   |
|        | 11.    | 27     | 東京   | 天皇賞（秋）      | 12    | 9     | 5人  | 01着 | 芝3200m（稍） | 3.22.5  | 久保敏文 | 2 1/2馬身 | （クラウンピラード） |
| 1978   | 2.     | 19     | 京都   | 京都記念（春）    | 7     | 7     | 1人  | 03着 | 芝2400m（良） | 2.29.5  | 久保敏文 | -0.7秒    | エリモジョージ       |
|        | 3.     | 12     | 阪神   | サンケイ大阪杯    | 8     | 5     | 1人  | 06着 | 芝2000m（良） | 2.03.8  | 久保敏文 | -0.3秒    | キングラナーク       |
|        | 3.     | 26     | 阪神   | 鳴尾記念          | 9     | 7     | 1人  | 02着 | 芝2400m（良） | 2.29.2  | 久保敏文 | -1.7秒    | エリモジョージ       |
|        | 5.     | 20     | 阪神   | 4歳以上オープン   | 9     | 1     | 1人  | 01着 | 芝2000m（稍） | 2.01.7  | 猿橋重利 | 1 3/4馬身 | （ハシコトブキ）     |
|        | 6.     | 4      | 阪神   | 宝塚記念          | 7     | 6     | 3人  | 03着 | 芝2200m（重） | 2.15.1  | 久保敏文 | -0.9秒    | エリモジョージ       |
|        | 6.     | 25     | 中京   | 高松宮杯          | 8     | 3     | 3人  | 06着 | 芝2000m（不） | 2.04.7  | 久保敏文 | -1.5秒    | ヤマニンゴロー       |
|        | 10.    | 15     | 京都   | 京都大賞典        | 9     | 7     | 3人  | 07着 | 芝2400m（良） | 2.28.0  | 田島良保 | -0.7秒    | リュウキコウ         |
|        | 10.    | 28     | 京都   | 4歳以上オープン   | 8     | 6     | 1人  | 01着 | 芝2000m（重） | 2.01.1  | 久保敏文 | 1 3/4馬身 | （テンメイ）         |
|        | 11.    | 11     | 東京   | 4歳以上オープン   | 5     | 1     | 1人  | 01着 | 芝1800m（良） | 1.48.6  | 久保敏文 | 1/2馬身   | （カシュウチカラ）   |
|        | 12.    | 17     | 中山   | 有馬記念          | 15    | 7     | 2人  | 14着 | 芝2500m（良） | 2.34.9  | 武邦彦   | -1.5秒    | カネミノブ           |
| 1979   | 1.     | 21     | 京都   | 日経新春杯        | 14    | 8     | 4人  | 03着 | 芝2400m（良） | 2.28.6  | 久保敏文 | -0.1秒    | スズカシンプウ       |
|        | 2.     | 18     | 京都   | 京都記念（春）    | 14    | 13    | 4人  | 08着 | 芝2400m（良） | 2.28.1  | 久保敏文 | -1.2秒    | コウイチサブロウ     |
|        | 3.     | 11     | 阪神   | サンケイ大阪杯    | 9     | 2     | 1人  | 04着 | 芝2000m（重） | 2.04.2  | 武邦彦   | -0.1秒    | メトロジャンボ       |
|        | 4.     | 7      | 阪神   | マイラーズC       | 13    | 3     | 4人  | 06着 | 芝1600m（稍） | 1.36.6  | 久保敏文 | -0.6秒    | バンブトンコート     |
|        | 5.     | 6      | 京都   | スワンS           | 10    | 1     | 5人  | 01着 | 芝1600m（良） | 1.36.2  | 田島良保 | 2 1/2馬身 | （アグネスプレス）   |
|        | 6.     | 3      | 阪神   | 宝塚記念          | 13    | 2     | 3人  | 08着 | 芝2200m（良） | 2.13.3  | 田島良保 | -0.9秒    | サクラショウリ       |
|        | 11.    | 10     | 東京   | 4歳以上オープン   | 5     | 4     | 4人  | 04着 | 芝1800m（稍） | 1.49.9  | 久保敏文 | -1.9秒    | メジロイーグル       |
|        | 12.    | 16     | 中山   | 有馬記念          | 16    | 4     | 15人 | 05着 | 芝2500m（良） | 2.36.4  | 久保敏文 | -1.0秒    | グリーングラス       |

- タイム欄のRはレコード勝ちを示す。
- 太字の競走は八大競走。

## 主な勝鞍
天皇賞（秋）、阪神大賞典、京都記念（秋）、朝日チャレンジカップ、スワンステークス

## 主な産駒
- ダイテンスパルタ（阪神障害ステークス（春））
- ワイドガール（阪神障害ステークス（秋））
- トミヒサダンサー（浦和記念2回、川崎記念）
- サラノオー（北関東ダービー、北関東さつき賞、しもつけ菊花賞）

## 血統表
| ホクトボーイの血統（テスコボーイ系 / Nearco4×5=9.38%、Pharos(Fiarway)5×5=6.25%（父内）） | ホクトボーイの血統（テスコボーイ系 / Nearco4×5=9.38%、Pharos(Fiarway)5×5=6.25%（父内）） | ホクトボーイの血統（テスコボーイ系 / Nearco4×5=9.38%、Pharos(Fiarway)5×5=6.25%（父内）） | （血統表の出典） | （血統表の出典） |
| 父 *テスコボーイ Tesco Boy 1963 黒鹿毛                                                   | 父の父Princely Gift 1951 鹿毛                                                            | Nasrullah                                                                                | Nearco           | Nearco           |
| 父 *テスコボーイ Tesco Boy 1963 黒鹿毛                                                   | 父の父Princely Gift 1951 鹿毛                                                            | Nasrullah                                                                                | Mumtaz Begum     |                  |
| 父 *テスコボーイ Tesco Boy 1963 黒鹿毛                                                   | 父の父Princely Gift 1951 鹿毛                                                            | Blue Gem                                                                                 | Blue Peter       | Blue Peter       |
| 父 *テスコボーイ Tesco Boy 1963 黒鹿毛                                                   | 父の父Princely Gift 1951 鹿毛                                                            | Blue Gem                                                                                 | Sparkle          |                  |
| 父 *テスコボーイ Tesco Boy 1963 黒鹿毛                                                   | 父の母Suncourt 1952 黒鹿毛                                                               | Hyperion                                                                                 | Gainsborough     | Gainsborough     |
| 父 *テスコボーイ Tesco Boy 1963 黒鹿毛                                                   | 父の母Suncourt 1952 黒鹿毛                                                               | Hyperion                                                                                 | Selene           |                  |
| 父 *テスコボーイ Tesco Boy 1963 黒鹿毛                                                   | 父の母Suncourt 1952 黒鹿毛                                                               | Inquisition                                                                              | Dastur           | Dastur           |
| 父 *テスコボーイ Tesco Boy 1963 黒鹿毛                                                   | 父の母Suncourt 1952 黒鹿毛                                                               | Inquisition                                                                              | Jury             |                  |
| 母 *フィリバスター Filibuster 1969 栗毛                                                  | 母の父Busted 1963 鹿毛                                                                   | Crepello                                                                                 | Donatello        | Donatello        |
| 母 *フィリバスター Filibuster 1969 栗毛                                                  | 母の父Busted 1963 鹿毛                                                                   | Crepello                                                                                 | Crepuscule       |                  |
| 母 *フィリバスター Filibuster 1969 栗毛                                                  | 母の父Busted 1963 鹿毛                                                                   | Sans Le Sou                                                                              | *ヴィミー        | *ヴィミー        |
| 母 *フィリバスター Filibuster 1969 栗毛                                                  | 母の父Busted 1963 鹿毛                                                                   | Sans Le Sou                                                                              | Martial Loan     |                  |
| 母 *フィリバスター Filibuster 1969 栗毛                                                  | 母の母Tugboat Annie 1963 栗毛                                                            | Ballymoss                                                                                | Mossborough      | Mossborough      |
| 母 *フィリバスター Filibuster 1969 栗毛                                                  | 母の母Tugboat Annie 1963 栗毛                                                            | Ballymoss                                                                                | Indian Call      |                  |
| 母 *フィリバスター Filibuster 1969 栗毛                                                  | 母の母Tugboat Annie 1963 栗毛                                                            | Annie Oakley                                                                             | Big Game         | Big Game         |
| 母 *フィリバスター Filibuster 1969 栗毛                                                  | 母の母Tugboat Annie 1963 栗毛                                                            | Annie Oakley                                                                             | Annetta F-No.1-k |                  |

本馬はTTGの同期生だが、本馬の死後（1990年）に産まれた一番下の弟チアズエンデバー（すみれステークス）は新・平成三強の同期生である。